# 쥬드 테일러

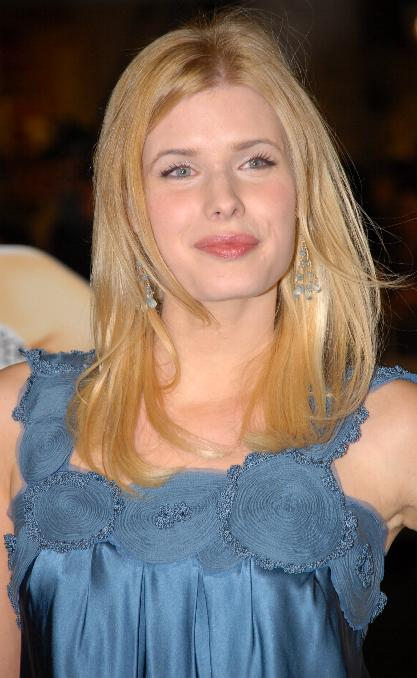
주드 타일러

주드 타일러(영어: Jud Tylor, 영어 발음: /dʒuːd/, 1979년 3월 24일 ~ )는 캐나다의 배우이다. 밴쿠버에서 태어났다.

## 출연 작품

### 영화
- Ice Angel (2000)
- Suddenly Naked (2001)
- Freshman Orientation (2004)
- 찰리 윌슨의 전쟁 (2007) - 크리스털 리 역
- What Love Is (2007) - 에이미 역
- Dead Tone (2007)

### 텔레비전
- 요절복통 70쇼 (2005-06) - 서맨사 하이드 역
- 왓 어바웃 브라이언 (2006)
- 체이스 (2010)